# لاتونیا لیکس (کنتاکی)
لاتونیا لیکس (به انگلیسی: Latonia Lakes) یک منطقهٔ مسکونی در ایالات متحده آمریکا است که در شهرستان کنتون، کنتاکی واقع شده‌است. لاتونیا لیکس ۰٫۸ کیلومتر مربع مساحت و ۳۲۵ نفر جمعیت دارد و ۲۶۳ متر بالاتر از سطح دریا واقع شده‌است.